# اچ‌ام‌اس مرسی (۱۸۸۵)

{{Infobox ship characteristics
اچ‌ام‌اس مرسی (۱۸۸۵) (به انگلیسی: HMS Mersey (1885)) یک کشتی بود که طول آن ۳۱۵ فوت (۹۶ متر) length overall بود. این کشتی در سال ۱۸۸۵ (میلادی)|۱۸۸۵]] ساخته شد.